# (5314) Вилькицкия
(5314) Вилькицкия (лат. Wilkickia) — типичный астероид главного пояса, открыт 20 сентября 1982 года советским астрономом Николаем Черных в Крымской астрофизической обсерватории и 20 июня 1997 года назван в честь гидрографов и геодезистов Андрея и Бориса Вилькицких.

## Обнаружение и именование
(5314) Вилькицкия
Открыт 20 сентября 1982 года в Научном Н. С. Черных.
Назван в память об Андрее Ипполитовиче Вилькицком (1858—1913) и его сыне Борисе Андреевиче Вилькицком (1885—1961) — выдающихся русских гидрографах и исследователях Арктики, внёсших неоценимый вклад в освоение навигации по Северному морскому пути. В 1913 году Борис Вилькицкий открыл новый архипелаг, названный им "Земля императора Николая II" (ныне Северная Земля), а также названный в его честь пролив. Малая планета названа первооткрывателем по предложению В. К. Абалакина.
Оригинальный текст (англ.)5314 Wilkickia
Discovered 1982-09-20 by Chernykh, N. S. at Nauchnyj.
Named in memory of Andrej Ippolitovich Wilkitzky (Wilkicki; 1858—1913) and his son Boris Andreevich Wilkitzky (1885—1961), outstanding Russian hydrographers and Arctic explorers, who made an invaluable contribution to mastering the navigation of the Northern Maritime Way. In 1913 Boris Wilkitzky discovered a new archipelago, named by him "The Land of Emperor Nicholas II" (now Severnaya Zemlya), as well as a strait named for him. The minor planet is named by the discoverer following a suggestion by V. K. Abalakin.
Источники: DISCOVERY.DB; M.P.C. 30096.

## Орбита

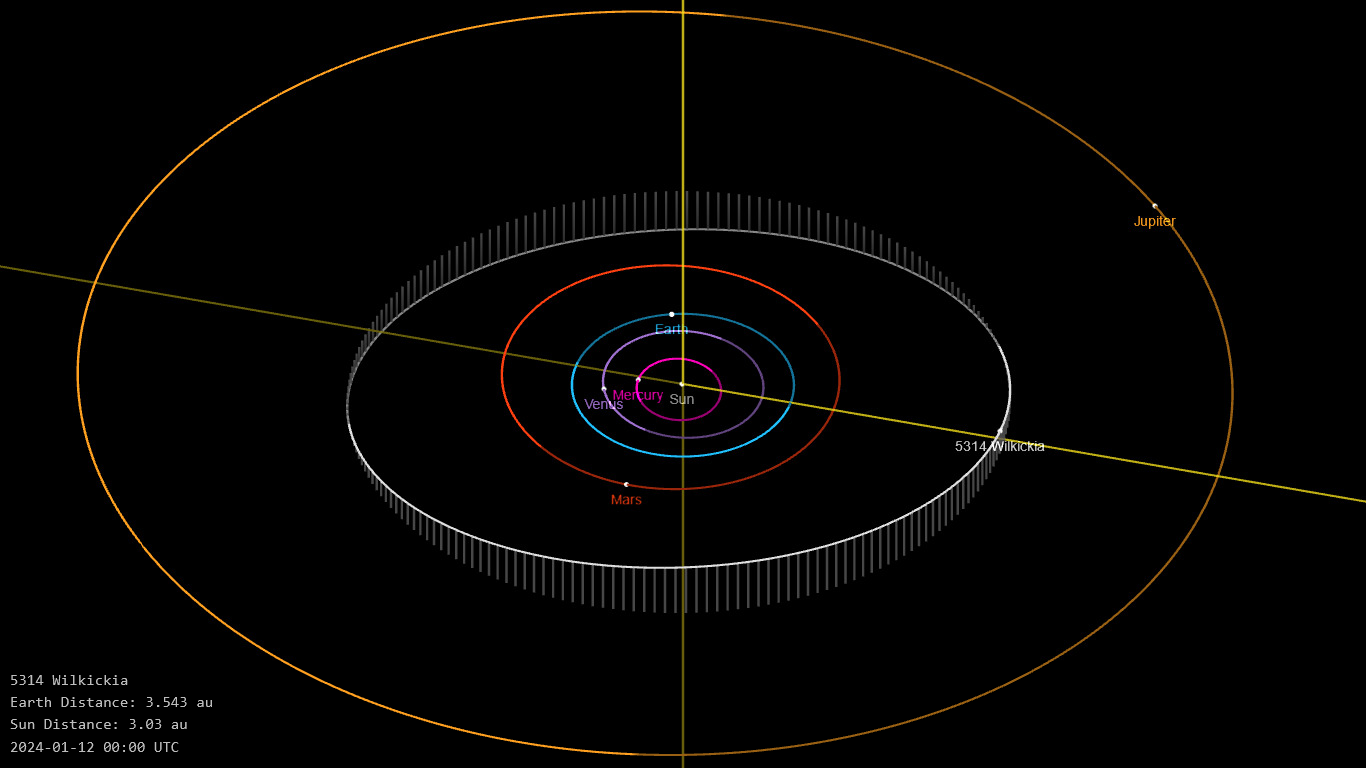
Орбита астероида Вилькицкия и его положение в Солнечной системе

## Физические характеристики
Астероид относится к таксономическому классу K.
По результатам наблюдений в видимом и ближнем инфракрасном диапазоне космического телескопа NEOWISE диаметр астероида сначала оценивался равным 12,376±0,096 км, позже — 11,718±0,112 км. Согласно тем же источникам альбедо оценивается как 0,2010±0,0159 и 0,224±0,023.